# SN 2010du
SN 2010du – supernowa typu II-P odkryta 25 maja 2010 roku w galaktyce UGC 11170. W momencie odkrycia miała maksymalną jasność 18,80m.